# Semiothisa butaria
Semiothisa butaria là một loài bướm đêm trong họ Geometridae.